# Медиапсихология
Медиапсихология — отрасль психологической науки, рассматривающая личность в контексте взаимодействия с современными средствами коммуникации, как индивидуальными, так и массовыми; выявляет и описывает основные компоненты медиакультуры, психологические закономерности отношений и поведения людей в медиапространствах, изучает феномены и механизмы восприятия медиакультуры человеком, взаимодействие личности и массмедиа в современной культуре информационно-коммуникационных технологий.

## Предмет науки
Медиапсихология пытается понять, как средства коммуникации, фактор в растущем потреблении технологий, влияет на восприятие, интерпретацию, ответы на информацию людей, как они взаимодействуют между собой в мире, насыщенном медиа. Медиапсихологи в основном фокусируются на выявлении потенциальной выгоды или негативных последствий от всех форм технологий и работают с целью продвижения и развития позитивного использования медиа и его применения на практике.
Термин «медиапсихология» зачастую интерпретируют неверно, у многих людей он часто ассоциируется с массмедиа, а не с технологиями. Некоторые даже полагают, что медиапсихология скорее относится журналистике, например решает проблему того, как опубликовать статью. Медиа (в медиапсихологии) означает «опосредованный опыт», а не в коей мере не средства массовой информации или инновации. Медиапсихология применима к развитию и использованию традиционных медиа, а также ко всему спектрору расширяющийхся новых технологий, таких как: виртуальные миры, дополненная реальность, мобильные приложения и интерфейсы (традиционные медиа: печать и радио).
Медиапсихология применяет науку о психологии из различных дисциплин: когнитивная психология, маркетинга, рекламы, социальной, позитивной и нарративной психологией, наряду с нейронаукой и медицинской практикой, с целью проведения исследований, анализа и развития опосредованной практики с использованием технологий для принесения пользы обществу. Медиапсихологи работают практически во всех сферах: от маркетинга, развлечений до здравоохранения и образования. Среди дисциплин, применяемых в медиапсихологии, также можно встретит социальные медиа и общественное развитие, развитие онлайн обучения и среды образования в целом, развлекательный консалтинг, интерпретирование информации о психологии для распространения её в СМИ. В её компетенцию также входит этическое и практическое применение развивающихся технологий, таких как: виртуальная и дополненная реальность, развитие и использование технологий для медицинского применения, развитие бренда, использование метода убеждения для распространения сообщения и продакт-плейсмент; теории игр, а также дизайна самих игр, как развлекательных, так и серьезных.

### Учебная дисциплина
Медиапсихология — это специализированная область психологии, которая развивалась как академическая и профессиональная дисциплина в ответ на расширение медиа и технологий, а также из-за необходимости исследований для объяснения потенциального воздействия технологий на человеческое общество. Психология существенна для понимания воздействия технологий как на отдельно взятые личности, так и на группу людей. В общем и целом, эта область знания пытается охватить полный спектр человеческого опыта взаимодействия с медиа (познавательную и развивающую способности, поведенческие характеристики), используя при этом экстенсивный метод исследования, который содержит различные эмпирические и качественные исследования. Все это подтверждает тот факт, что люди являются не только пассивными потребителями медиа, но и их активными производителями и распространителями. Медиа включают в себя все формы опосредованной коммуникации, например: изображения, звуки, графические данные, развивающиеся технологии.
Медиапсихология происходит из нескольких дисциплин, таких как: социология, антропология, нейронаука, наука о политике, компьютерная наука, виды коммуникаций и международные отношения. Как следствие это предоставляет широкий спектр возможностей для проведения ценных исследований.
Медиапсихология способствует проведению исследований, касающихся эффектов медиа с целью расширения области знания о медиапсихологии, а также для использования на практике. Наряду с этим, новые открытия во время исследований могут быть внедрены в развитие нового медиа в широком спектре применения, варьирующегося от бизнеса и развлечения до образования и здравоохранения. Медиапсихология также вносит вклад в расширение всеобщего понимания того, что есть психология, и как наиболее эффективно донести до людей ключевое исследование с помощью медиаканалов. Медиапсихология не имеет ничего общего с медицинским понятием о психологии, однако она актуальна для медиков, которые используют технологии с целью доступности терапевтических ресурсов.
В медиапсихологии открыто 12 основных областей. Психологию лучше всего изучать поэтапно. Прикладная психология сочетает в себе понимание теории и то, как она применяется в определенных ситуациях. Медиапсихология считается гуманитарной наукой.

### Основные области медиапсихологии
1. Написание текстов о медиа или выступление в роли экспертов о различных медиа;
2. Консультирование с медийными лицами;
3. Исследование путей улучшения всех форм медиа;
4. Использование новых технологий в медиа с целью улучшения практики медицинской психологии;
5. Увеличение эффективности и удобства использования новых технологий, относящихся к медиа;
6. Большинство областей образования включают как традиционные, так и онлайн-методы передачи информации;
7. Разработка медиа-стандартов;
8. Работа в сфере коммерции;
9. Изучение социологических, поведенческих и психологических эффектов воздействия медиа;
10. Разработка медиаматериалов для людей, совершенствующих себя умственно и физически;
11. Работа с девиантными и криминальными слоями населения;
12. Разработка медиаматериалов для социально незащищенных слоев населения.

### Теоретические перспективы
Широкий набор подходов и перспектив может быть применен для проведения экспериментов и исследований в сфере медиа психологии. Например, что касается социальных перспектив, то в данном случае исследование фокусируется на всех типах медиа, которые включают такие злободневные темы, как: насилие, расовая и гендерная дискриминации, а также личностный имидж. Также исследование может расшириться до таких масштабов, что распространится на рекламу, политику и другие социально важные аспекты. Перспективы эволюции являются еще одним подходом к анализу медиапсихологии, в данном случае во время исследования изучается влияние медиа и технологий на развитие человека. Например, проводились исследования на детях, направленные на выявление того влияния, какое на них оказывает насилие в медиа. Но такие исследования довольно противоречивы. Исследования в социокультурном контексте помогают выявить влияние медиа, а также то, как они соответствуют социокультурным ожиданиям. В данном случае акцент делается на проблемах повышения культурного уровня детей и на людей с девиантным поведением.
Медиапсихологи также могут использовать когнитивное познание для того, чтобы понять как различные стимулы медиа и технологий могут влиять на восприятие, память, когнитивный процесс. Проводятся следующие эксперименты: выясняют, как угол камер слежения, под которым снято происшествие, влияет на оценку происходящего полицией.

### Общая методология
Помогает в определении эффектов медиа путём высвечивания отдельных частей мозга, которые отвечают на медиа-стимулы. Данный метод выявляет области мозга, которые попадают под воздействие различных аспектов медиа и технологий. Данная процедура является видом методологического подхода, который отслеживает и затем записывает схему движения глаз, используя специализированные инструменты. Использование данной процедуры даёт понять с какой частотой движется глаз и как долго он отвечает на воздействие медиа и технологий. Многочисленные исследования выявили эффекты медиа путём измерения поведенческих реакций, используя при этом стандартизированные шкалы оценок. Например, психолог Луис Леон Сарстоун разработал опросы для изменения реакций на фильм. Другие учёные использовали для оценки опросы мнений по различным вопросам и изучали поведенческие реакции людей.